# Die Rache ist mein (1912)
Die Rache ist mein ist ein frühes deutsches Stummfilmdrama aus dem Jahre 1912 mit Martha Angerstein und Harry Liedtke in den Hauptrollen.

## Handlung
Jenny ist gerade zwanzig Jahre alt, da steht sie als Gehilfin in Diensten eines renommierten Porträtfotografen. Dieser hat ein Auge auf das junge Mädchen geworfen, traut sich aber nicht, ihr seine Gefühle zu gestehen. Da ist Berndt, ein Freund von Jennys Chef, weitaus weniger zögerlich. Er gilt als Frauenheld und versteht es auch, Jenny den Kopf zu verdrehen. Bei einer Ruderbootpartie mit Jenny macht sich bei ihm ein altes Lungenleiden wieder bemerkbar, woraufhin sein Arzt zu einer Genesungskur in Ägypten rät. Jenny lässt sich dazu überreden, mitzukommen. Auf dieser Reise lernt sie einen älteren Herr mit seiner Tochter kennen und freundet sich mit beiden an. Die Tochter ist recht hübsch, woraufhin Womanizer Berndt sich ihr mit Nachdruck zuwendet. Jenny fühlt sich von ihrem Begleiter vernachlässigt. Als dieser es in einem arabischen Café mit seinen Flirtereien zu weit treibt, steht Jenny entrüstet auf und beschließt, nach Deutschland heimzukehren. Sie ist schwanger von Berndt und will als Alleinstehende daheim ein neues Leben beginnen. Bald wird ein Sohn namens Konrad geboren, den Jenny zur Pflege geben muss. Derweil bemüht sie sich intensiv, per Inserat eine gute Arbeitsstelle zu finden. Ihr früherer Chef, der Porträtfotograf, liest diese Anzeige und holt das nach, was er damals schön hätte tun wollen: Er macht Jenny einen Heiratsantrag. Doch seitdem ist zu viel geschehen; Jenny schämt sich wegen ihres Ausrutschers mit Berndt und traut sich auch nicht, ihrem einstigen Boss zu sagen, dass sie mittlerweile längst „unehrenhaft“ Mutter geworden sei. Er hat den Raum schon fast verlassen, da besinnt sich das Mädchen eines Besseren, fällt vor ihm auf die Knie und sagt, dass sie doch seine Frau werden möchte. Beide heiraten und werden glücklich, Jennys finstere Geschichte über den Ausrutscher mit Berndt aber mag sie ihm nicht beichten.
Zehn Jahre sind vergangen, und ihr Sohn Konrad lebt noch immer bei seiner Pflegemutter. Immer wieder schaut Jenny heimlich bei ihm vorbei und ist zufrieden mit den Fortschritten, die der Junge in der Schule macht. Da naht das Unglück in Gestalt des von einer Weltreise zurückkehrenden Berndt. Der besucht gerade seinen Fotografenfreund, als er erstaunt seine einstige Geliebte bei ihm findet. Und das als dessen Ehefrau! Berndt lässt noch immer niemals etwas anbrennen und versucht erneut, sich Jenny ungebührlich zu nähern. Doch diesmal weist sie ihn entrüstet zurück. Ihrem Mann, der diesen erregten Auftritt belauscht hatte, beichtet Jenny sowohl die frühere Affäre mit Berndt als auch die Existenz ihres zehn Jahre alten Sohn aus dieser Kurzzeitbeziehung. Zwischen beiden einstigen Freunden kommt es zu einem Duell, wobei Jennys Mann den Kürzeren zieht und stirbt. Nun steht sie wieder allein im Leben. Sie hängt sich als neue Chefin des Fotografierbetriebs in die Arbeit hinein, um den starken seelischen Schmerz zu betäuben. 
Weitere zehn Jahre sind vergangen, und Konrad hat als junger Mann eine gute Entwicklung durchgemacht. Als Korpsstudent nimmt er sich eines Tages die Kühnheit heraus und ruft einer jungen Dame etwas im Scherz nach, was bei ihrer sehr viel älteren, männlichen Begleitung aber übel aufstößt. Es handelt sich um Berndt, der augenblicklich rabiat wird. Der Studiosus fühlt sich in seiner Ehre verletzt und fordert den Angreifer zum Duell heraus. Als Jenny am nächsten Morgen unmittelbar vor dem Duell Konrads Abschiedszeilen liest, ist sie in heller Aufregung: Nicht noch einen geliebten Menschen bei einem so sinnlosen Zweikampf verlieren! Sie rennt zum Ort des Geschehens, in der Hoffnung das Schlimmste verhindern zu können. Berndt hat sich verspätet und treibt seinen Chauffeur zur Eile an. Der verliert bei der Höllenfahrt die Kontrolle über das Fahrzeug und rast mit ihm einen Abhang herab. Konrad und seine Kommilitonen beobachten aus der Ferne das Unglück und laufen dorthin. Jenny steht bereits am Unglücksort. Mit einer Mischung aus Entsetzen und Genugtuung erkennt die Frau, dass es sich bei dem tödlich Verunglückten um den Tunichtgut Bernd handelt.

## Produktionsnotizen
Die Rache ist mein entstand im Messter-Film-Atelier in Berlins Blücherstraße 32, passierte die Zensur am 29. Juni 1912 und erlebte seine Uraufführung vermutlich wenig später. Die Premiere für Österreich-Ungarn ist am 9. August 1912 nachweisbar. Der Film war drei Akte lang und maß 890 Meter. Wer Regie geführt hat, ist derzeit nicht bekannt.
Die Theaterschauspielerin Martha Angerstein trat hier das erste Mal vor die Kamera. Auch ihr Filmpartner Harry Liedtke, später bis in die 1930er Jahre hinein ein Topstar des deutschen Kinos, gab hier sein Filmdebüt. Er erhielt für seinen ersten Auftritt eine Tagesgage von 20 Mark. Auch in Zu spät und Schuldig (beide 1913) waren beide Schauspieler Filmpartner.